# فيليب هايدن
فيليب هايدن (بالألمانية: Phillipp Heyden) مواليد 26 سبتمبر 1988 في مارباخ، ألمانيا، هو لاعب كرة سلة ألماني. بدأ مسيرته الاحترافية في سنة 2005. يلعب مع يو إس سي هايدلبرغ في الدوري الألماني لكرة السلة الدرجة الثانية كلاعب وسط. يحمل الرقم 22. يبلغ طوله 6 قدم 9 بوصة (2.1 م).

## المسيرة الاحترافية
لعب مع نيكار ريزن لودفيغسبورغ في الدوري الألماني من سنة 2008 إلى 2010، ثم لعب مع ميدي بايرويت في موسم 2010–2011، ثم لعب مع ميدي بايرويت من سنة 2013 إلى 2016، ثم لعب مع يو إس سي هايدلبرغ في سنة 2016.

## روابط خارجية
- فيليب هايدن على موقع كرة السلة الأوروبية.كوم (الإنجليزية)
- فيليب هايدن على موقع ريلجم (الإنجليزية)
- فيليب هايدن على موقع بروبوليرز (الإنجليزية)
- فيليب هايدن على موقع سبورتس رفرنس (الإنجليزية)